# アイデアル・X
アイデアル・X（英: Ideal X）は、商業的成功を収めた初のコンテナ船。第二次世界大戦時に建造されたアメリカの戦時標準船であるT2タンカーを転用し運用された。

## 概要
第二次世界大戦中、戦時標準船T2タンカー「ポトレロ・ヒルズ（Potrero Hills）」としてカリフォルニア州、マリン群サウサリートにある造船所、マリンシップ社で建造された。1955年にマルコム・マクレーンが興した海運会社、「マルコム・マクレーンズ・パン-アトランティック・スチームシップカンパニー（Malcom McLean's Pan-Atlantic Steamship Company）（現:A.P. モラー・マースク）」によって購入されている。そこで商用コンテナを運べる様にメリーランド州ボルチモアにあるベツレヘム・スティール社（Bethlehem Steel）で改造が施され、船名もアイデアル・Xへと変更されている。
1956年4月26日に処女航海が行われ、ニュージャージー州にあるポート・ニューアーク港から58個のコンテナをテキサス州のヒューストン港まで運んでおり、そこで58台のトラックがコンテナ積載のため待機している。

### 世界初のコンテナ船
なお、これが世界初のコンテナ船では無く、1955年にホワイト・パス・アンド・ユーコン・ルートで使用された輸送船クリフォード・J・ロジャース（Clifford J. Rodgers）が世界初のコンテナ船となる。

### 解体
1959年、ブルガリア人が経営する海運業者へと転売されており、船名もエレミール（Elemir）へと変更されている。エレミールは1964年2月8日に発生した悪天候で損傷を受けたことで日本の解体業者に転売されており、1964年10月20日、山口県熊毛郡平生町で解体された。